# إس. جاي غرين
إس. جاي غرين (بالإنجليزية: S. J. Green)‏ هو لاعب كرة قدم أمريكية ولاعب كرة قدم كندية أمريكي، ولد في 20 يونيو 1985 في تامبا في الولايات المتحدة.